# Кетельхён, Герман
Герман Кетельхён (нем. Hermann Kätelhön, 22 сентября 1884, Хофгайсмар — 24 ноября 1940, Мюнхен) — немецкий художник-реалист, график, рисовальщик и резчик по дереву.

## Биография
Детство и юность Германа Кетельхёна прошли в городе Марбург. Уже в то время он увлёкся искусством. С 1903 по 1905 годы Кетельхён училя в художественной академии Карлсруэ, был лучшим учеником в классе лепки. Первое признание пришло к нему как к создателю нового стиля Марбургской вазы. С 1906 по 1907 год он учился в мюнхенской академии у Петера Хальма и осваивает технику графических изображений.
В 1908 году художник вернулся в Марбург и присоединяется к колонии художников Виллингхаузен. В этот период он был дружен с такими мастерами, как Карл Банцер, Генрих Гибель, Пауль Баум, Отто Уббелоде.
К 1919 году Г. Кетельхён создал многочисленные рисунки, гравюры и ксилографии, изображая людей и природу средней Германии. Художнику принадлежит большое число портретов крестьян, зарисовок полевых работ. В 1917 году Г. Кетельхён женился и с женой (тоже художником) перебрался в Эссен. Здесь мастер создаёт свою крупнейшую работу — графическую серию «Работа», изображающую труд рабочего-шахтёра. Известны также его работы по теме «Вожди горного дела». Впоследствии творческие интересы Г. Кетельхёна обращаются к изображению природы, его увлекает тема воды. Мастер создаёт картины источников в снегах и льду, рек и их устьев, глетчеров и моря.
Выставки работ Г. Кетельхёна (в период с 1913 по 2009 год) происходили в музеях городов Кассель, Берлин, Дюссельдорф, Эссен, Марбург, Дортмунд, Даттельн, Мюнхен, Зальцгиттер, Бохум, Айхвальд.